# Belfort van Boulogne-sur-Mer
Het Belfort van Boulogne-sur-Mer is een oude donjon uit de 12e eeuw in de Noord-Franse stad Boulogne-sur-Mer (Bonen), die door de stad als belfort gebruikt werd.
Het is een van de 56 belforten in België en Frankrijk die tot werelderfgoed van de UNESCO verklaard zijn.
Dit belfort was vroeger de wachttoren van het grafelijk paleis. De onderste geledingen zijn van de 11e en de 13e eeuw. De bovenste geleding is van de 17e eeuw en heeft een klok, estourmie genaamd, van 4048 kg.
Voor het belfort bevindt zich het stadhuis. Dit werd gebouwd in 1734 en van deze tijd zijn nog het kabinet van de burgemeester en de trouwzaal, in rococostijl. Voorts is er de feestzaal of salle Eurvin. Daarnaast kan men de raadszaal en een Japanse tuin bezoeken.